# شایرهای اسکاتلند

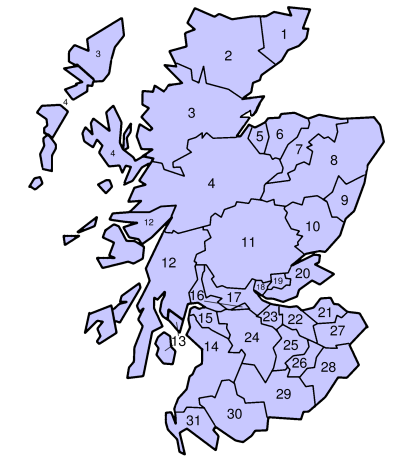
نقشهٔ شایرهای اسکاتلند

شایر (به انگلیسی: Shire)(به گیلی اسکاتلندی: Siorrachdan na h-Alba)؛ نام تاریخی است که برای خطاب به بخش‌های اسکاتلند از آن استفاده می‌شود. هر یک از شایرهای اسکاتلند یک کمیسر پارلمان را به پارلمان اسکاتلند می‌فرستند، که این قانون از زمان‌های گذشته در اسکاتلند مرسوم بوده است.